# Phalops barbicornis
Phalops barbicornis là một loài bọ cánh cứng trong họ Bọ hung (Scarabaeidae).